# Yurimaguas (distrito)
O Distrito peruano de Yurimaguas é um dos seis distritos que formam a Província de Alto Amazonas, situada no Departamento de Loreto, pertencente a Região Loreto, Peru.

## Transporte
O distrito de Yurimaguas é servido pela seguinte rodovia:
- PE-5NB, que liga o distrito à cidade de La Banda de Shilcayo (Região de San Martín)
- LO-107, que liga o distrito à cidade de Jeberos
- LO-108, que liga o distrito à cidade de Balsapuerto[1][2][3]